# رخيلة بن ثعلبة
رُحيلة بن ثعلبة بن خالد بن ثعلبة الخزرجي الأنصاري صحابي جليل من قبيلة الخزرج من الأنصار شهد مع النبي محمد ﷺ غزوة بدر وغزوة أحد.

## نسبه
هو رُخَيلة بن ثعلبة بن خالد بن ثعلبة بن عامر بن بياضة بن عامر بن زريق بن عبد حارثة بن مالك بن غضب بن جشم بن الخزرج البياضي الخزرجي الأنصاري.